# Бёрле, Жак
Жак Бёрле (фр. Jacques Beurlet; 21 декабря 1944, Марш-ан-Фамен, Валлония — 26 сентября 2020, Марш-ан-Фамен, Валлония) — бельгийский футболист, играл на позиции защитника.

## Биография

### Игровая карьера
Бёрле играл за «Стандард» в течение 13 сезонов и выиграл 4 чемпионских титула и 2 Кубка Бельгии и сыграл за эту команду 348 матчей во всех турнирах. Затем он перешёл в «Юнион», в котором он отыграл один сезон и завершил карьеру игрока.
В составе сборной Бельгии принимал участие на чемпионате мира 1970 года, но на турнире был запасным и на поле так и не вышел.

### Смерть
Скончался 26 сентября 2020 года в Марш-ан-Фамене в возрасте 75 лет.

## Достижения
«Стандард»
- Чемпион Бельгии (4): 1962/63, 1968/69, 1969/70, 1970/71
- Обладатель Кубка Бельгии (2): 1965/66, 1966/67